# John Ireland (zeneszerző)
John Ireland (Bowdon, 1879. augusztus 13. – West Sussex, 1962. június 12.) brit zeneszerző, zongora- és orgonaművész.

## Élete, munkássága
Skót családban született. Apja, egy helyi újság kiadója 70 éves volt, amikor megszületett ötödik fia, John. Anyját 14 éves korában, apját egy évvel később vesztette el, szülei korai halála hosszú évekig nyomasztóan hatott rá. 1893-tól a londoni konzervatóriumban (Royal College of Music) folytatott zenei tanulmányokat, zongorázni és orgonálni tanult. Később Charles Villiers Stanford ír zeneszerző mellett sajátította el a komponálás művészetét. Mestere irányításával részletekbe menően tanulmányozta Beethoven, Brahms és más klasszikus német szerzők műveit. Utóbb maga is zeneszerzést tanított a a college-ben, tanítványai között neves muzsikusok és zeneszerzők sora említhető, köztük Benjamin Britten és Alan Bush. 
Fiatalon kezdett el komponálni, korai művei Brahms és a német romantikus iskola hatása alatt készültek. Ezek nagy részét azonban utóbb megsemmisítette, miután átértékelte zeneesztétikai nézeteit. Egy ideig nem is írt újabb darabokat. Új alkotói korszaka az 1900-as években a Songs of a Wayfarer vokális ciklussal és Fantasy-Trio a-moll című szerzeményével kezdődött. Zeneszerzőként ekkortájt aratta első igazán nagy sikereit, előbb az 1. majd a 2. hegedűszonáta bemutatójával. Ebben az időben készített műveiben a német zene helyett már a újabb francia iskola: Debussy, Ravel, illetve Igor Stravinsky hatása érvényesül. 
1947-ben állandó asszisztenst és társat talált Mrs Norah Kirkby személyében, aki haláláig mellette maradt. 70. születésnapján, 1949-ben külön koncertet tartottak tiszteletére, ahol híres zongoraversenyét Eileen Joyce adta elő. 1953-ban egy kis faluban, Sussex-ben (Rock, Sussex) telepedett le. West Sussex Washington nevű falujában érte a halál 82 éves korában.

## Művei
Zenekari művei: The forgotten rite (prelűd, 1913); Mai-Dun (szimfonikus rapszódia, 1920-21); nyitányok: Londoni, Satyricon (Petronius művéhez), Pastoral concertino vonós zenekarra; zongoraverseny (1930), Legenda (1933). Operát, szimfóniát nem írt; számos kamarazenekari darabot, több mint száz vokális művet, köztük kórusműveket szerzett. Jelentősek zongoradarabjai és dalai is, utóbbiak közül többet Thomas Hardy, Christina Rossetti és más költők verseire írt. 

## Hangfelvételek
- A Downland Suite for brass band,  – Youtube.com, Közzététel: 2017. márc. 13.
- Concertino Pastorale for string orchestra,  – Youtube.com, Közzététel: 2017. márc. 24.
- Decorations,  – Youtube.com
- Piano Trio No. 3 in E,  – Youtube.com, Közzététel: Közzététel: 2018. jan. 3.
- Te Deum in F,  – Youtube.com
- Mai Dun Symphonic Rhapsody,  – Youtube.com, Közzététel: 2019. máj. 17.